# ميللى ديغان
ميللى ديغان (بالإنجليزية: Millie Deegan)‏ هي لاعب كرة قاعدة أمريكية، ولدت في 11 ديسمبر 1919 في بروكلين في الولايات المتحدة، وتوفيت في 21 يوليو 2002 في نيو بورت ريتشي في الولايات المتحدة.